# Дарвоа
Дарвоа (фр. Darvoy) насеље је и општина у централној Француској у региону Центар (регион), у департману Лоаре која припада префектури Орлеан.
По подацима из 2011. године у општини је живело 1870 становника, а густина насељености је износила 217,95 становника/km². Општина се простире на површини од 8,58 km². Налази се на средњој надморској висини од 103 метара (максималној 103 m, а минималној 98 m).

## Демографија
| 1962. | 1968. | 1975. | 1982. | 1990. | 1999. | 2011. |
| ----- | ----- | ----- | ----- | ----- | ----- | ----- |
| 730   | 853   | 987   | 1.476 | 1.694 | 1.731 | 1.870 |

График промене броја становника у току последњих година